# Ангеліцин
Ангеліцин (2-окси-(2H)-фуро(2,3-h)-1-бензопіран) — природна сполука класу фурокумаринів, ізомер псоралену. Вперше виділена з біомаси дягелю лікарського Angelica archangelica. Є найпростішим представником класу так званих ангулярних (кутових) фурокумаринів, до якого можна віднести різні заміщені похідні ангеліцину, в першу чергу, метокси- та диметоксиангеліцини 

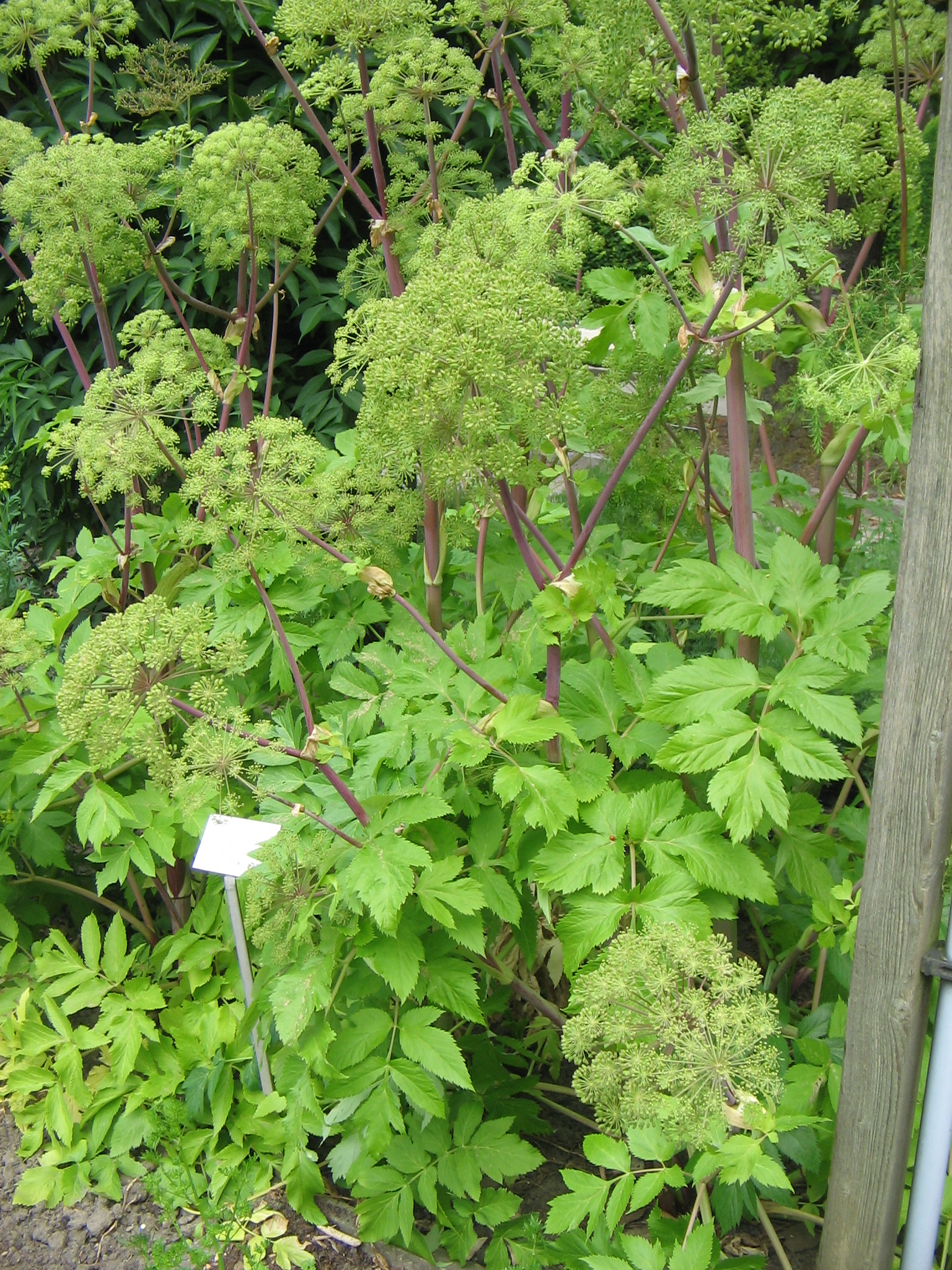
Angelica archangelica

## Розповсюдження
Синтезується низкою видів рослин, в першу чергу, родин селерові та рутові. Звичний для рослин рослин родів кріп, фенхель, дягель, пастернак та інших. Зустрічається також в рослинах родини бобові, зокрема в псоралеї смолистій.

## Біологічна активність
Ангеліцин та його похідні можуть застосовуватись для лікування псоріазу та деяких видів раку шкіри. Один з можливих способів застосування у процесі лікування — це фотохемотерапія, при якій комбінується вплив ультрафіолетового випромінювання та дія речовини, чутливої  до нього.